# Vufflens slott

Vufflens slott

Vufflens slott (franska Château de Vufflens) är ett medeltidsslott i kommunen Vufflens-le-Château i kantonen Vaud i det franskspråkiga Schweiz. Slottet och hela området runt omkring är ett nationellt kulturminne i Schweiz. Slottet byggdes 1425 av Henri de Colombier på platsen där det stod ett tidigare medeltidsslott. 1530 sattes det i brand under ett krig med Bern. 1641 övertogs slottet av familjen de Senarclens, och ägs idag av deras ättlingar.